# 国鉄キワ90形気動車
キワ90形気動車（キワ90がたきどうしゃ）は、日本国有鉄道（国鉄）が1960年（昭和35年）に新製した、有蓋気動貨車（有蓋車にディーゼルエンジンと運転台を設置した車両）である。

## 概要
当時ローカル線では蒸気機関車牽引の客車列車に代わり気動車が次々と投入され、運行コストの削減に大きな成果を上げていた。国鉄では気動車をローカル線の少量貨物輸送にも展開できないか見極めるため、気動貨車の試験を行うこととした。この試験のために新製されたのが本形式である。このため試作車・試験車を意味する90番台の形式を称している。2両新潟鐵工所で製造された。

## 構造
全長わずか8 mの二軸車である。車体中央に設けられた荷物室の最大荷重は7 tで、車体は工作の簡易化を目的として切妻とされ、前面はキユニ15等と同様の意匠（非貫通・平面3枚窓）とされていた。自らが7 tの貨物を積載する一方、2両ほどの貨車も牽引することを想定していた。その一方で、搭載されたのは当時の気動車用の標準機関であったDMH17Cエンジン（180 PS）1台のみである。小さい車体となったのも、その非力な機関で他の貨車を牽引するために、自車の軽量化を要したからである。走り装置はキハ01形などと同様、2段リンク式の板ばねによる軸箱支持を採用している。
塗装は当初は茶色1色、後には上半分がクリーム色、下半分が茶色のツートンカラーに塗り分けられていた。

## 運用
新製後は宮崎機関区に配置され、実験線区に選定された妻線に投入された。しかし、非力なDMH17Cエンジンでは2両の貨車の牽引でも精一杯で、少しの勾配でも速度が落ちてしまい、走行性能はほとんど実用にならなかった。また、当車に7 tの貨物が積載できるとはいえ、幹線との接続駅では積み替えの手間が生じてしまい、合理化にも寄与しなかった（本形式に貨物を積載しなければ軸重が軽くなり空転が生じる恐れがあったため、貨物もしくは死重の搭載が必要であったとされる）。地方ローカル線の機関助手の仕事を奪ってしまう、などという当時の事情もあったのではないかと推測される。
そのため、試験とはいえ持て余されるようになり、宮崎で休んでいることが多くなった。また、車両としては緩急車「ワフ」同様の構造となるためか貨物列車の最後尾に連結されることもあった。
結局、本形式の実用化は見送られ、1969年（昭和44年）にはキワ90 2がキヤ90 1に改造され、後に外房線・内房線電化工事のためヤ390に改造、キワ90 1は1971年（昭和46年）に廃車された。ローカル線では小型のディーゼル機関車（DE10形、DD16形）の投入もしくはコンテナ併用によるトラック輸送への切換が進められ、気動貨車の投入は行われなかった。

## キヤ90形
キヤ90形（キヤ90 1）は、房総地区の電化工事における架線柱への金具取り付け作業用として製作された事業用気動車（装柱車）である。郡山工場でキワ90 2の改造により製作された。改造にあたり片方の運転台と車体の3分の2を撤去して、主作業台・回転作業台・昇降用ディーゼルエンジンを設置した。
塗装は保線機械と同様、車体が警戒色である黄1号となった。
しかし、気動車の扱いであったため、運用するには気動車運転士を手配しなければならない不便が現場から指摘されたため、1970年（昭和45年）に制御回路を一部変更し、最高速度を45 km/hに制限して保線機械並みに作業要員が扱えるようにし、ヤ390形（ヤ390）として貨車に編入された。房総地区での電化工事終了後は、旧大網駅跡の側線に留置されていたが、1984年（昭和59年）に廃車された。